# Erdington
Erdington est un des wards (quartiers) de la ville de Birmingham, en Angleterre.

## Histoire
Daniel Henry Haigh (1819 — 1879), prêtre anglais de l'époque victorienne, utilisa sa fortune personnelle pour faire bâtir une église à Erdington. L'église fut conçue par Charles Hansom, et lui coutat 15 000 £. La première pierre fut posée lors de la fête de St Augustin (26 mai 1848), et l'église est consacrée par l'évêque William Bernard Ullathorne le 11 juin 1850. Il vecut à Erdington, en tant que prêtre, où il partagea sa maison avec une douzaine d'orphelins.
Erdington devient célèbre lors de la seconde guerre mondiale pour avoir été la première région du Royaume-Uni à être bombardée par la Luftwaffe, qui a sans doute essayé de frapper l'usine de Longbridge, un complexe industriel qui comprenait l'usine et le siège du groupe MG Rover.
Dans le quartier Erdington se situe le bâtiment Fort Dunlop qui abrite le siège et les bureaux de la marque de pneus Dunlop.